# Juan Galán Arrabal
Juan Galán Arrabal (Ferrol, 1890 - Ciudad de México, 1954) fue un militar republicano español.

## Biografía
Originalmente Galán Arrabal pertenecía al cuerpo de Artillería, aunque sería destinado al Cuerpo de Inválidos Militares tras un accidente de equitación. 
Destacó por participar junto a Ramón Franco en los sucesos de Tablada de 1931, por los cuales se le procesó. Durante el curso de la Guerra Civil Española se mantuvo leal al bando republicano, ostentando diversos cargos. En abril de 1938 se le nombró comandante militar de Puigcerdá, siendo el último oficial republicano en pasar la frontera de Francia a comienzos de 1939, durante la ofensiva franquista de Cataluña. 
Durante su exilio estuvo en diversos campos de prisioneros, como el de Argelès-sur-Mer. Posteriormente movilizado por el ejército francés durante la Segunda Guerra Mundial, aunque tras la derrota frente a Alemania fue hecho preso por el pronazi Régimen de Vichy. En 1942 consiguió huir a través de Casablanca a bordo del vapor Nyassa, llegando a México, donde ejerció de ingeniero industrial.
Falleció en 1954. Tuvo como esposa a Hipólita Carretero Vera, nacida en Segovia, con quien tuvo 5 hijos: Alfonso, Marisa, Fuencisla, José Luis y Juan Antonio. De Alfonso tuvo dos nietos, Ana Esmeralda y Javier Alfredo; de Marisa 2 nietas, gemelas, Mónica y Patricia; de José Luis 3 hijos, Juan Antonio, José Luis y Enrique; y de Juan Antonio una nieta, Lucila. Actualmente le sobreviven su hija Marisa, todos sus nietos excepto José Luis, y varios bisnietos, todos residentes en México.
Juan Galán Arrabal fue, además, presidente del Racing Club de Ferrol entre 1924 y 1926.